# L'Homme qui aimait les femmes
L'Homme qui aimait les femmes is een Franse film uit 1977 van regisseur François Truffaut met in de hoofdrollen Charles Denner en Brigitte Fossey. Het is een tragikomedie over een man die geobsedeerd is door vrouwen. Als hij een geslachtsziekte oploopt en de namen niet meer weet van zijn sekspartners, besluit hij een boek te schrijven over de talloze vrouwen in zijn leven.

## Verhaal
Bertrand Morane is begin vijftig en werkzaam in een laboratorium waar testen worden uitgevoerd op het gebied van aerodynamica van vliegtuigen. Morane is vrijgezel, een bescheiden man, niet iemand die zich zal opdringen, ook niet aan vrouwen. Toch wordt Morane als een magneet aangetrokken tot de vrouwen in zijn omgeving. Hij kijkt naar ze, praat met ze en weet sommigen te verleiden tot een seksueel avontuur. Dat laatste lukt overigens lang niet altijd. Zo wordt hij afgewezen door Helène, de eigenaresse van een lingeriewinkel, die bekent liever met jongere mannen het bed te delen. Soms zijn de avontuurtjes ronduit gevaarlijk, zoals met Delphine, de vrouw van een arts, die alleen plezier beleeft aan seks als ze betrapt kan worden. Maar over het algemeen verlopen zijn veroveringen zonder al te veel problemen. Bertrand loopt op zeker moment een geslachtsziekte op. De arts vraagt hem zijn sekspartners van de afgelopen twaalf dagen te waarschuwen. Dan beseft Bertrand pas hoe weinig persoonlijk zijn ervaringen met vrouwen zijn, hij weet zich geen enkele naam te herinneren van de zes vrouwen met wie hij seks heeft gehad in die periode.
Bertrand besluit een boek te schrijven over zijn ervaringen. Met twee vingers typt hij zijn verhaal op een oude schrijfmachine. Door zijn onervarenheid ziet het typescript er niet uit en besluit hij het boek te laten overtypen. De typiste is echter zo geschokt door de inhoud van de tekst dat ze de opdracht teruggeeft. Niet uit het veld geslagen door deze tegenslag stuurt Bertrand zijn boek op naar een uitgeverij. Op de redactievergadering wordt het boek bijna unaniem weggestemd. Alleen Geneviève, de enige vrouw in het gezelschap, ziet iets in het boek. Ze is ervan overtuigd een succesboek in handen te hebben. Ze verzint ook de naam van het boek: “L'Homme qui aimait les femmes“ (De man die van vrouwen hield). Gedurende het redactieproces wordt Geneviève verliefd op Bertrand en hij op haar. Als Bertrand zich op zeker moment naar een afspraakje met Geneviève haast, wordt hij afgeleid door de benen van een mooie vrouw en prompt aangereden. In het ziekenhuis ligt hij aan een infuus en andere instrumenten gekoppeld om hem in leven te houden. Als hij echter een mooie verpleegster ziet wil Bertrand opstaan, en schieten alle connecties met de apparatuur los. Hij overlijdt ter plekke.

## Rolverdeling
- Charles Denner - Bertrand Morane (het hoofdpersonage)
- Brigitte Fossey - Geneviève Bigey (de uitgeefster)
- Nelly Borgeaud - Delphine Grezel (de vrouw van de arts, die haar man vermoordt)
- Geneviève Fontanel – Hélène (die de lingeriewinkel openhoudt)
- Leslie Caron – Véra (de oude vlam die Bertrand in Parijs tegenkomt)
- Jean Dasté - Docteur Bicard (die de geslachtsziekte ontdekt)
- Nathalie Baye - Martine Desdoits (die wordt verward met haar nicht in het begin van de film)
- Sabine Glaser - Bernadette

## Achtergrond
In handen van een mindere regisseur had “L'Homme qui aimait les femmes“ kunnen uitmonden in een platte komedie. Het verhaal van een man die in een snel tempo vrouwen verslindt. Truffaut weet de film echter naar een hoger niveau te tillen. Zo is de selectie van Charles Denner als Bertrand een goede keus. Denner is geen knappe acteur in het genre van Alain Delon, noch oogt hij als een macho of typische versierder. Met zijn enigszins gebogen houding en verlegen uitstraling heeft hij meer iets van een schlemiel dan van een Don Juan of Casanova. Hij is een man die van vrouwen houdt, zoals een gourmet van lekker eten houdt. Hij geniet van de omgang met vrouwen, ze zijn zijn bestaansrecht en alleen om die reden al kan hij zich niet binden. Eén vrouw kan zijn honger niet stillen. Hij gaat ook vaak heel ver in zijn pogingen een vrouw te winnen. Zo probeert hij het adres van een vrouw te achterhalen die uiteindelijk helemaal niet in Frankrijk blijkt te wonen en op doorreis is naar Canada. Toch betaalt Bertrand een prijs. De geslachtsziekte maakt duidelijk dat zijn bestaan ook erg leeg is. Hij kan zich de namen van zijn bedpartners van de afgelopen twaalf dagen niet eens herinneren. Truffaut geeft in zijn film commentaar op de seksuele revolutie van de jaren zestig. Vrije liefde kan ook leiden tot leegheid en afstomping. Seks ontkoppeld van liefde wordt zielloos en dreigt een mechanisch gebeuren te worden. Het boek dat Bertrand schrijft is een poging weer controle te krijgen op zijn bestaan. Dit wordt geïllustreerd in de scène waar Bertrand wordt rondgeleid bij de drukker. Hij vraagt of het nog mogelijk is om iets aan te boek te veranderen. De zetter knikt en Bertrand vraagt of de kleur van het jurkje van een meisje kan worden gewijzigd van rood in blauw. Truffaut laat hiermee ook zien dat film en boek illusies zijn, schaduwen van het werkelijke leven. Aan het einde van de film staat Geneviève toe te kijken hoe verschillende vrouwen uit Bertrands leven samenkomen op de begrafenis van de laatste. Ze mijmert over de redenen die de vrouwen hadden om hem aantrekkelijk te vinden. Niemand spreekt echter met elkaar, ook Geneviève kijkt alleen toe. Je kunt je afvragen of zij de laatste vrouw in zijn leven was gebleven.

## Amerikaanse versie
In 1983 maakte regisseur Blake Edwards een nieuwe versie onder de titel The Man Who Loved Women met Julie Andrews en Burt Reynolds in de hoofdrollen.